# Danish Music Awards
I Danish Music Awards (precedentemente noti come gli IFPI-prisen e Dansk Grammy) sono dei premi musicali che si tengono annualmente in Danimarca, organizzati in collaborazione con la IFPI Danmark, l'industria musicale danese, a partire dal 1989 e mandati in onda su TV 2.

## Categorie
- Album dell'anno
- Gruppo musicale dell'anno
- Solista dell'anno
- Hit radiofonica danese dell'anno
- Hit danese più trasmessa in streaming dell'anno
- Rivelazione dell'anno
- Cantautore danese dell'anno
- Produttore dell'anno
- Artista dal vivo dell'anno
- Rivelazione dal vivo dell'anno
- Album internazionale dell'anno
- Hit internazionale dell'anno